# Hlohov
Hlohov (polsky  Głogów, německy Glogau) je město v jihozápadním Polsku v Dolnoslezském vojvodství, sídlo okresu Hlohov. Leží na historickém území Dolního Slezska na řece Odře. V roce 2019 čítalo 66 980 obyvatel.

## Dějiny
První písemná zmínka o Hlohově pochází z roku 1050, jednalo se zřejmě o významné hradiště slovanského kmene Dědošanů rozkládající se na Tumském ostrově. Do polského historického povědomí se zapsalo neúspěšné obležení Hlohova v roce 1109 vojsky císaře Jindřicha V. a Svatopluka Olomouckého.

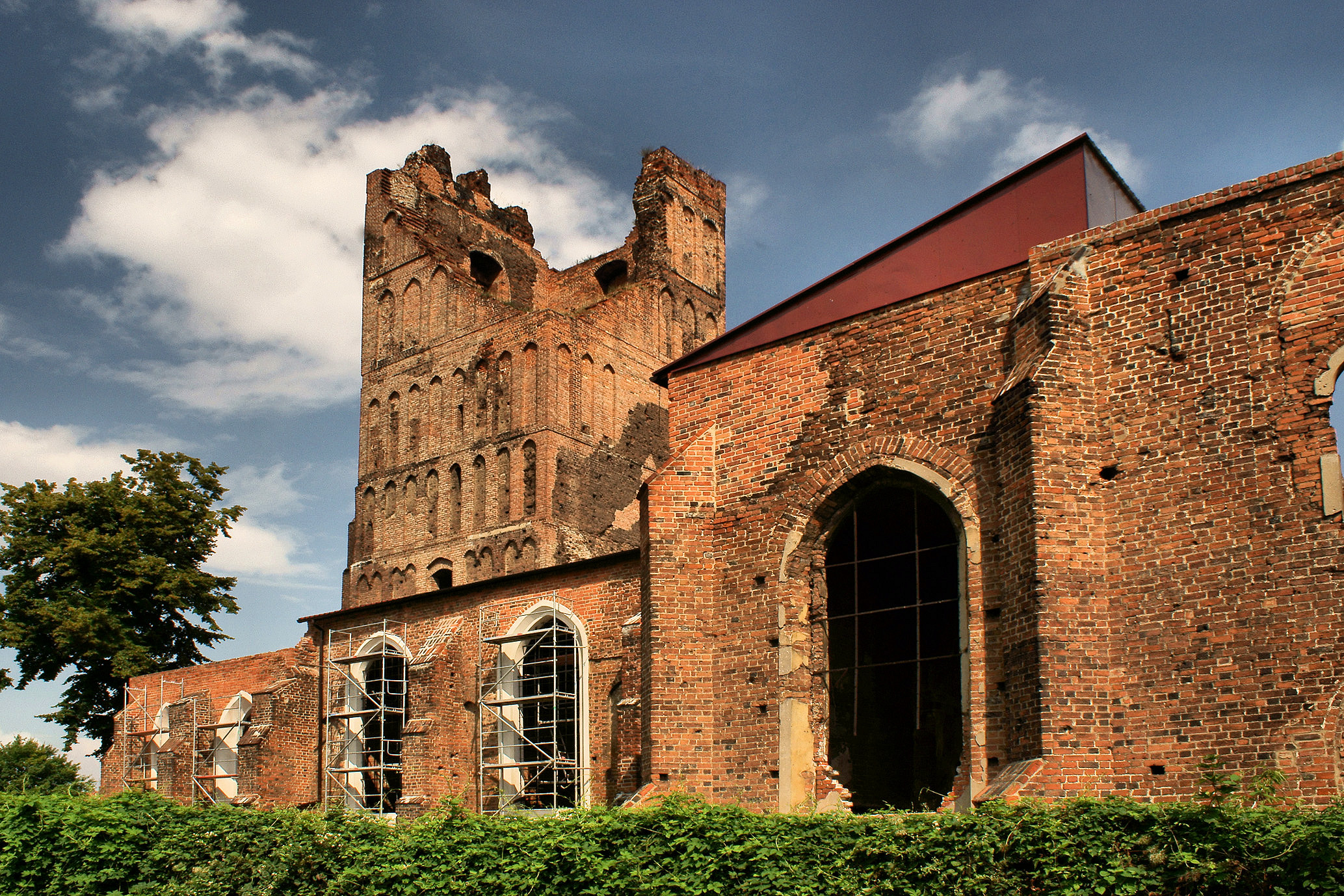
Zřícenina kostela sv. Mikuláše

Lokace města na levém břehu Odry podle magdeburského práva spojená s příchodem německých kolonistů proběhla v roce 1253. Hlohovské knížectví vzniklé dělením Slezska ve 13. století bylo od roku 1331 lénem Českého království a s ním se pak stalo součástí Habsburské monarchie. Do roku 1488 v něm vládli Piastovci, potom krátce Jagellonci a od roku 1508 bylo bezprostředním majetkem České koruny.
Během třicetileté války byla kolem Hlohova vybudována barokní bastionová pevnost. Město dobyly v květnu 1642 švédské oddíly pod velením Lennarta Torstensona. V té době zde působil básník a dramatik Andreas Gryphius (1616–1664).
Po první slezské válce v roce 1742 připadl Hlohov Prusku a stal se okresním sídlem v provincii Slezsko. Jakožto pevnost sehrál roli v napoleonských válkách, byl obléhán v roce 1806 Francouzi a následně v letech 1813–1814 protifrancouzskou prusko-ruskou koalicí. Fortifikace výrazně omezovaly možnosti urbanistického vývoje Hlohova. Ještě na konci 19. století existovalo mimo Staré Město a Tumský ostrov pouze malé předměstí s několika bloky činžovních domů za vlakovým nádražím a pás vilové zástavby za vnější linii opevnění. Pevnost byla zrušena až v roce 1902 a na jejím místě pak vznikl rozsáhlý parkový komplex podle návrhu Josepha Stübbena.
Opět byl Hlohov prohlášen za pevnost (Festung Glogau) na konci druhé světové války. Sovětské obležení trvající od 13. února do 1. dubna 1945 vedlo k úplné devastaci města, zničeno bylo devadesát pět procent všech budov. Na základě Postupimské dohody byl Hlohov připojen k socialistickému Polsku. Odsunuté německé obyvatelstvo nahradili přesídlenci z tzv. Kresů a osadníci z centrálního Polska. Zpustošené historické jádro bylo ponecháno jako nezastavěná plocha s relikty radnice, zámku a několika kostelů. Nový polský Hlohov se vyvíjel jižně a západně od starého centra.  Před válkou třicetitisícové město se proměnilo v podřadné městečko s pouhými devíti tisíci obyvatel v roce 1960.

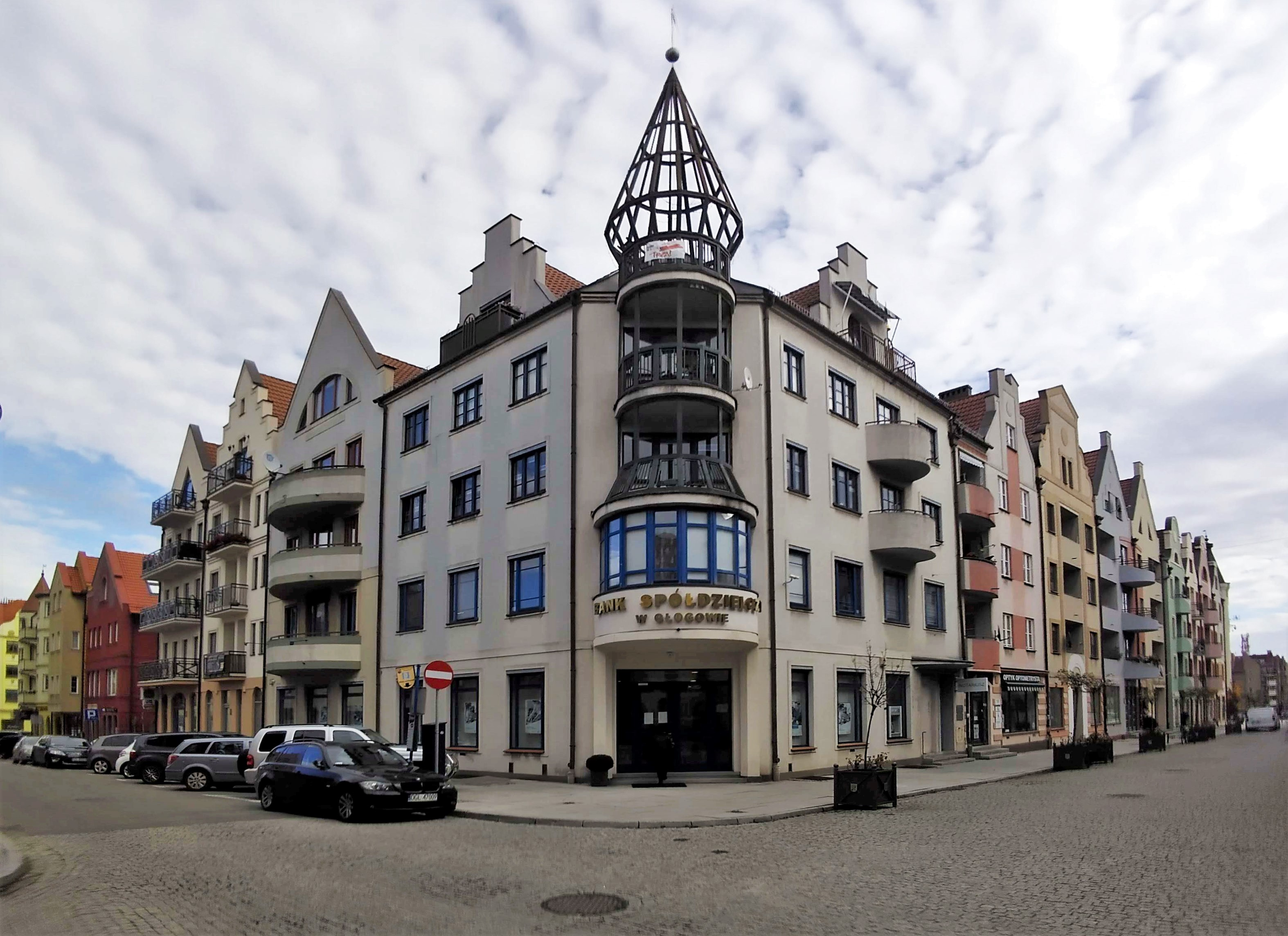
Novostavby v ulici Grodzka

Novou kapitolu v dějinách Hlohova otevírá zprovoznění měďařských závodů KGHM v roce 1967. Začala masivní výstavba panelových sídlišť v jižní a západní části města a počet obyvatel vystoupal do roku 1990 na sedmdesát tisíc.
V 70. letech bylo rozhodnuto o obnově zničeného centra. Byly zrekonstruovány nejdůležitější památky: zámek hlohovských knížat (1983), jezuitská kolej s kostelem Božího Těla (1985), radnice (2001), Gryphiovo divadlo (2019) a kolegiátní kostel Nanebevzetí Panny Marie na Tumském ostrově (probíhá). Gotický farní kostel svatého Mikuláše byl naopak zakonzervován jako zřícenina. Došlo k obnovení původní uliční sítě Starého Města, které vyplnily developerské novostavby volně inspirované historickou architekturou. Jejich architektonická hodnota je předmětem kontroverzí. Do roku 2020 bylo zastavěno šestnáct z jednadvaceti bloků určených pro výstavbu.

## Osobnosti
- Jan z Hlohova (1445–1507), filosof a matematik
- Mathias Berndt (1575? – 1640), slezský františkán náležící do české františkánské provincie sv. Václava
- Andreas Gryphius (1616–1664), německý barokní básník a dramatik
- Johann Samuel Ersch (1767–1828), německý encyklopedista a knihovník
- Arnold Zweig (1887–1968), německý spisovatel

## Partnerská města
- Amber Valley
- Eisenhüttenstadt
- Laholm
- Langenhagen
- Middelburg
- Kamenec Podolský
- Riesa